# 乔·埃利斯 (1983年)
乔·埃利斯（英語：Jo Ellis，1983年11月10日—），生于利兹，英格兰女子曲棍球运动员。她曾代表英国国家队参加2008年夏季奥林匹克运动会曲棍球比赛，结果队伍获得第六名。